# 鄭羲
鄭 羲（てい ぎ、生年不詳 - 492年）は、北魏の官僚。字は幼驎。本貫は滎陽郡開封県。

## 経歴
鄭曄と潘氏のあいだの六男として生まれた。文学に優れ、弱冠にして秀才に挙げられ、尚書の李孝伯の娘を妻に迎えた。文成帝の末年、中書博士に任じられた。
466年（天安元年）、南朝宋の司州刺史の常珍奇が汝南で北魏に帰順すると、献文帝は殿中尚書の西河公拓跋石を都将として派遣し、鄭羲は拓跋石の下で参軍事をつとめた。上蔡に到着すると、常珍奇が部下300人を率いて出迎えた。軍中の議論では、様子を見るため汝北に駐屯して、早期の入城を控えようという意見が出たが、鄭羲は速やかに入城して府庫を掌握するよう意見した。拓跋石は鄭羲の意見に従い、馬をめぐらせて入城をはたした。城中にはまだ常珍奇に直属する兵数百人がおり、常珍奇の邸宅内を拠点としていた。拓跋石は入城をはたしたことに油断して、酒を準備して、警戒態勢を布いていなかった。鄭羲は常珍奇に警戒するよう進言して、非常事に備えて待機させた。その夜、常珍奇が人を使って役所の家屋を焼かせ、火事に乗じて事を起こそうと準備したが、拓跋石の警戒が固かったため、取りやめた。翌朝、鄭羲が白虎幡を持って城内の町々を巡回すると、汝南の民心は安定をみた。
467年（皇興元年）春、拓跋石らが軍を率いて汝陰を攻撃した。南朝宋の汝陰郡太守の張超が城を固く守ったため、拓跋石は精鋭を率いて攻撃したが、落とすことができず、陳項まで撤退した。軍中の議論では、長社まで軍を返して時期を待って攻撃しようという意見が主流となった。鄭羲は張超が糧食不足の窮状にあり、長社まで撤退すれば、防備を再び固められてしまうとして反対した。拓跋石は聞き入れず、長社まで軍を返した。冬になって、再び張超を攻撃したが、張超は防備を固めており、敗れて撤退した。年を経て、張超が死去し、楊文萇が代わって汝陰に駐屯すると、城の糧食を欠乏させて、鄭羲の策のとおりにかんらくさせることができた。淮北が平定されると、鄭羲は中書侍郎に転じた。
475年（延興5年）、豫州陽武県の田智度が民衆を集めて起兵し、上洛王を称して洛州を攻撃すると、鄭羲は田智度についた民衆に対する説得工作にあたり、10日ほどの間に切り崩しに成功して、田智度の集団は解体していった。田智度は潁川に逃亡して、まもなく捕らえられて斬られた。鄭羲は功績により平昌男の爵位を受け、鷹揚将軍の号を加えられた。
478年（太和2年）、員外散騎常侍を兼ね、寧朔将軍・陽武子となり、南朝宋に対する使者をつとめた。中山王王叡が王官を置くと、鄭羲はその傅となった。李沖が北魏の朝廷で権勢を握るようになると、鄭羲はその姻戚として良好な関係を保ち、中書令に上った。ときに文明太后が父の馮朗のために燕宣王廟を長安に建てさせた。廟が落成すると、鄭羲は太常卿を兼ね、仮の滎陽侯となり、官属を率いて、長安の廟に参詣し、廟門に石碑を建てさせた。平城に帰ると、侯爵を与えられ、給事中の任を加えられた。安東将軍・西兗州刺史として出向し、仮の南陽公となった。鄭羲は任地で賄賂を受け取ることが多かった。性格も吝嗇で、民衆の祭礼の際にも、みなに酒肉を与えることがなかった。李沖の親族であったため、法官の糾弾を受けなかった。文明太后は孝文帝のために鄭羲の娘を後宮に入れて嬪とした。鄭羲は、平城に召還されて秘書監となった。
492年（太和16年）、死去した。諡は文霊といった。

## 家族

### 曾祖父
- 鄭豁

### 祖父
- 鄭温

### 父
- 鄭曄

### 兄
- 鄭白驎
- 鄭小白（鄭伯猷の祖父）
- 鄭叔夜（鄭伯夏の父）
- 鄭洞林（鄭儼の祖父）
- 鄭連山（鄭先護の祖父）

### 子女
- 鄭懿（? - 510年、長男、字は景伯。中散、尚書郎。驃騎長史・尚書吏部郎・太子中庶子。滎陽伯、長兼給事黄門侍郎・司徒左長史。宣武帝の初年、従弟の鄭思和（鄭連山の子）が咸陽王元禧の乱に同調したため、鄭懿兄弟は出禁となった。後に太常少卿、冠軍将軍、征虜将軍・斉州刺史、平東将軍）
- 鄭道昭
- 鄭氏（後宮に入り、孝文帝の嬪となった）

## 伝記資料
- 『魏書』巻56 列伝第44
- 『北史』巻35 列伝第23